# Ex-Hacienda de Atotonilquillo
Ex-Hacienda de Atotonilquillo är en ort i Mexiko.   Den ligger i kommunen Manuel Doblado och delstaten Guanajuato, i den centrala delen av landet, 300 km väster om huvudstaden Mexico City. Ex-Hacienda de Atotonilquillo ligger 1 748 meter över havet och antalet invånare är 144.
Terrängen runt Ex-Hacienda de Atotonilquillo är platt åt nordväst, men åt sydost är den kuperad. Runt Ex-Hacienda de Atotonilquillo är det ganska glesbefolkat, med 45 invånare per kvadratkilometer. Närmaste större samhälle är Ciudad Manuel Doblado, 10,6 km nordväst om Ex-Hacienda de Atotonilquillo. I omgivningarna runt Ex-Hacienda de Atotonilquillo växer huvudsakligen savannskog.